# Lee Shelton
Lee Shelton (16 mars 1865 - 11 mars 1912) était un cocher et proxénète afro-américain condamné pour le meurtre de son ami William Lyons, âgé de 25 ans, le 27 décembre 1895 à Saint-Louis, dans l'état du Missouri. Ce fait divers a inspiré une chanson populaire, Stagger Lee, qui fut reprise par de nombreux artistes. Le personnage de Stagger Lee (qui apparait aussi sous les orthographes « Stackalee », « Stackolee » ou « Stagolee ») est devenu un élément du folklore américain.

## Le meurtre de William Lyons
Le meurtre est rapporté dans la presse dès le lendemain par un journal local, le St. Louis Globe-Democrat. Le 27 décembre 1895 vers dix heures du soir, Lyons et Shelton discutaient dans le bar d'un certain Bill Curtis, situé à l'angle de Eleventh Street et de Morgan Street. Les deux avaient bu, et la discussion avait dévié vers la politique. Lee Shelton était démocrate et William Lyons républicain. À la suite d'un désaccord William Lyons a arraché le chapeau que Shelton portait. Shelton furieux a demandé à faire pareil, mais Lyons a refusé. Lee Shelton a alors sorti son revolver et a tiré dans l'abdomen de son ami. Une fois que Lyons, blessé, fut tombé au sol Lee Shelton a récupéré son chapeau que Lyons tenait encore dans sa main et quitta calmement le bar. Il fut par la suite arrêté et conduit au poste de police de Chesnut Street. Lyons fut emmené au dispensaire où ses blessures furent jugées sévères et fut alors transféré à l'hôpital de la ville. Le journal rapporte également que Lee Shelton était aussi connu sous le surnom de Stag Lee.
Lyons mourra par la suite de ses blessures. 
Lee Shelton est défendu par un avocat blanc, Nathaniel Dryden, qui fut le premier avocat à faire condamner un blanc pour le meurtre d'un noir dans l’État du Missouri.
Le 25 juin 1896, Lee Shelton est libéré grâce au paiement d'une caution de 3000 dollars. L'argent provient d'un prêteur sur gages, Morris H. Smit. Le procès débute le 15 juillet 1896, Nathaniel Dryden plaide l'auto-défense. Le 18 juillet 1896, les jurés ne parviennent pas à s'accorder sur un verdict : sept jurés votent pour le meurtre au second degré, deux jurés votent pour l'homicide involontaire et trois jurés votent pour l'acquittement. 
Le 26 août 1897, Nathaniel Dryden, qui était alcoolique et morphinomane, décède. Le second procès a lieu en octobre 1897, après deux heures de délibéré le jury rend un verdict de culpabilité. Lee Shelton est condamné à 25 ans de prison dans le pénitencier de Jefferson.
En 1909, à l'occasion de la Thanksgiving, Lee Shelton est libéré à la suite d'une grâce du gouverneur du Missouri Joseph Wingate Folk.
Le 26 janvier Lee Shelton tue au cours d'un cambriolage le propriétaire de la maison, un certain William Atkins. Il sera arrêté et renvoyé en prison le 7 mai 1911.
Il est à nouveau gracié le 8 février 1912, par le gouverneur Herbert Spencer Hadley sous la pression des démocrates. Lee Shelton meurt de la tuberculose le 11 mars 1912 sans avoir eu le temps de quitter l'hôpital de la prison.